# Frailea
Frailea ist eine Pflanzengattung aus der Familie der Kakteengewächse (Cactaceae). Der botanische Name ehrt den Spanier Manuel Fraile (1850–1944), der die Kakteensammlung des Landwirtschaftsministeriums der Vereinigten Staaten betreute.

## Beschreibung
Die Arten der Gattung Frailea wachsen für gewöhnlich mit vielen Trieben, aber manchmal auch einzeln. Die niedrig bleibenden, gedrückt kugelförmigen bis kurzzylindrischen Triebe besitzen nur schwach ausgeprägte Rippen und Höcker sowie kleine Dornen.
Die kurz trichterförmigen, kleinen Blüten entspringen an der Triebspitze. Sie öffnen sich nur kurz am Tag oder sind sogar kleistogam. Die Areolen von Perikarpell und Blütenröhre sind dicht mit Wolle und Borsten bedeckt.
Die dünnwandigen, trockenen Früchte sind dicht mit Samen gepackt. Sie haben einen dauerhaften Blütenrest, brechen ungleichförmig auf oder sind nicht aufplatzend. Die bis zu 1,5 Millimeter langen Samen sind breit eiförmig oder häufig mützenförmig.

## Verbreitung und Systematik
Die Gattung Frailea ist in Südamerika weit verbreitet. Sie kommt im Nordosten von Argentinien, im Osten von Bolivien, in Kolumbien, im Süden von Brasilien, in Paraguay und Uruguay vor.
Die Erstbeschreibung erfolgte 1922 durch Nathaniel Lord Britton und Joseph Nelson Rose. Die Typusart der Gattung ist Frailea cataphracta. P. R. Brice Chéron stellte 2016 für die monophyletische Gattung die monotypische Tribus Fraileeae in der Unterfamilie Cactoideae auf.

### Systematik nach N.Korotkova et al. (2021)
Die Gattung umfasst folgenden Arten:
- Frailea alexandri Metzing
- Frailea amerhauseri Prestlé
- Frailea buenekeri W.R.Abraham
  - Frailea buenekeri subsp. buenekeri
  - Frailea buenekeri subsp. densispina Hofacker & K.Herm
- Frailea castanea Backeb.
- Frailea cataphracta (Dams) Britton & Rose
- Frailea chiquitana Cárdenas
- Frailea curvispina Buining & Brederoo
- Frailea diersiana Schädlich
- Frailea erythracantha R.Pontes, A.S.Oliveira & Deble
- Frailea fulviseta Buining & Brederoo
- Frailea gracillima (Lem.) Britton & Rose
  - Frailea gracillima subsp. gracillima
  - Frailea gracillima subsp. horstii (F.Ritter) P.J.Braun & Esteves
- Frailea larae R.Vásquez
- Frailea mammifera Buining & Brederoo
  - Frailea mammifera subsp. angelesiae R.Kiesling & Metzing
  - Frailea mammifera subsp. mammifera
- Frailea phaeodisca (Speg.) Backeb. & F.M.Knuth
- Frailea pumila (Lem.) Britton & Rose
- Frailea pygmaea (Speg.) Britton & Rose
  - Frailea pygmaea subsp. albicolumnaris (F.Ritter) Hofacker
  - Frailea pygmaea subsp. pygmaea
  - Frailea pygmaea subsp. tuyensis (Buining & G.Moser) Metzing
- Frailea schilinzkyana (F.Haage) Britton & Rose
  - Frailea schilinzkyana subsp. concepcionensis (Buining & G.Moser) P.J.Braun & Esteves
  - Frailea schilinzkyana subsp. schilinzkyana

### Systematik nach E.F.Anderson/Eggli (2005)
Zur Gattung gehören die folgenden Arten:
- Frailea amerhauseri Prestlé
- Frailea buenekeri W.R.Abraham
  - Frailea buenekeri subsp. buenekeri
  - Frailea buenekeri subsp. densispina Hofacker & K.Herm
- Frailea buiningiana Prestlé = Frailea gracillima subsp. horstii (F.Ritter) P.J.Braun & Esteves
- Frailea castanea Backeb.
  - Frailea castanea subsp. castanea
  - Frailea castanea subsp. harmoniana (F.Ritter) P.J.Braun & Esteves
- Frailea cataphracta (Dams) Britton & Rose
  - Frailea cataphracta subsp. cataphracta
  - Frailea cataphracta subsp. duchii (G.Moser) P.J.Braun & Esteves = Frailea cataphracta (Dams) Britton & Rose
  - Frailea cataphracta subsp. melitae (Buining & Brederoo) P.J.Braun & Esteves = Frailea cataphracta (Dams) Britton & Rose
  - Frailea cataphracta subsp. tuyensis (Buining & G.Moser) P.J.Braun & Esteves ≡ Frailea pygmaea subsp. tuyensis (Buining & G.Moser) Metzing
- Frailea chiquitana Cárdenas
- Frailea curvispina Buining & Brederoo
- Frailea friedrichii Buining & G.Moser = Frailea schilinzkyana subsp. schilinzkyana
- Frailea gracillima (Monv. ex Lem.) Britton & Rose
  - Frailea gracillima subsp. gracillima
  - Frailea gracillima subsp. albifusca (F.Ritter) P.J.Braun & Esteves = Frailea gracillima subsp. gracillima
  - Frailea gracillima subsp. horstii (F.Ritter) P.J.Braun & Esteves
- Frailea grahliana (F.Haage ex K.Schum.) Britton & Rose = Frailea schilinzkyana (F.Haage ex K.Schum.) Britton & Rose
  - Frailea grahliana subsp. grahliana
  - Frailea grahliana subsp. moseriana (Buining & Brederoo) Prestlé = Frailea schilinzkyana (F.Haage ex K.Schum.) Britton & Rose
- Frailea knippeliana (Quehl) Britton & Rose = Frailea pumila (Lem.) Britton & Rose
- Frailea mammifera Buining & Brederoo
- Frailea perumbilicata F.Ritter = Frailea schilinzkyana (F.Haage ex K.Schum.) Britton & Rose
- Frailea phaeodisca (Speg.) Speg.
- Frailea pseudopulcherrima Frič ex Y.Itô = Frailea pygmaea (Speg.) Britton & Rose
- Frailea pumila (Lem.) Britton & Rose
  - Frailea pumila subsp. pumila
  - Frailea pumila subsp. deminuta (Buining & Brederoo) Prestlé = Frailea pumila (Lem.) Britton & Rose
- Frailea pygmaea (Speg.) Britton & Rose
  - Frailea pygmaea subsp. pygmaea
  - Frailea pygmaea subsp. albicolumnaris (F.Ritter) Hofacker
- Frailea schilinzkyana (F.Haage ex K.Schum.) Britton & Rose

Ein Synonym der Gattung ist Masarykia Frič (1937, nom. inval.).

## Nachweise